# Ащисайський сільський округ (Чингірлауський район)
Ащиса́йський сільський округ (каз. Ащысай ауылдық округі, рос. Ащысайский сельский округ) — адміністративна одиниця у складі Чингірлауського району Західноказахстанської області Казахстану. Адміністративний центр — село Ащисай.
Населення — 813 осіб (2021; 1279 у 2009, 2122 у 1999, 2647 у 1989).
Станом на 1989 рік існувала Ащисайська сільська рада (села Амангельди, Ащисай, Жинішке, Мурзагара, Талдисай, Тузово). Станом на 1999 рік округ називався Ащесайським.

## Склад
До складу округу входять такі населені пункти:
| Населений пункт  | Старі назви          | Населення, осіб (1989) | Населення, осіб (1999) | Населення, осіб (2009) | Населення, осіб (2021) |
| ---------------- | -------------------- | ---------------------- | ---------------------- | ---------------------- | ---------------------- |
| Амангельди, село | -                    | 489                    | 371                    | 282                    | 238                    |
| Ащисай, село     | Ащесай, Жанакопа     | 1392                   | 937                    | 698                    | 511                    |
| Женішке, село    | Жинішке              | 263                    | 247                    | 93                     | 21                     |
| Мирзагара, село  | Мурзагара, Мирзакара | 181                    | 132                    | 79                     | 20                     |
| Талдисай, село   | -                    | 300                    | 211                    | 127                    | 23                     |
| Тузово, село     | -                    | 22                     | 224                    | -                      | -                      |